# Чайф
Чайф — радянський і російський рок-гурт створений Володимир Шахріним, Володимиром Бегуновим і Олегом Решетниковим 1985 року. Втім історія колективу починається ще з 1983 року, коли Шахрін, Решетніков і Вадим Кукушкін почали репетиції у Свердловську.
Гурт підтримує російську збройну агресію проти України. У 2024 році гурт випустив пісню «Донбаське літо». За словами лідера гурту Володимира Шахріна ця пісня є «музичним оберегом» для всіх російських солдатів, що беруть участь у війні проти України.